# Administrativní dělení Vietnamu
Vietnam se člení na 63 administrativních oblastí; jde o 57 provincií (vietnamsky tỉnh) a 6 měst „pod ústřední správou“ (viet. thành phố trực thuộc trung ương), jež jsou na úrovni provincií. Tato území jsou seskupena do 8 regionů.
Jednotlivé provincie se dále dělí na okresy (viet. huyện), střediskové obce (viet. thị xã) a města „pod provinční správou“ (viet. thành phố trực thuộc tỉnh); na téže úrovni jsou pak také (ve zmíněných 5 městech) městské obvody (viet. quận).

## Přehled území
| Jméno provincie (města) v českém přepisu | Vietnamský název | Hlavní město        | Rozloha (km²) | Počet obyvatel | Hustota osídlení (obyv./km²) |
| ---------------------------------------- | ---------------- | ------------------- | ------------- | -------------- | ---------------------------- |
| An Giang                                 | An Giang         | Long Xuyên          | 3 536,7       | 2 161 700      | 611                          |
| Ba Ria-Vung Tau                          | Bà Rịa-Vũng Tàu  | Ba Ria              | 1 981         | 1 101 600      | 556                          |
| Bac Giang                                | Bắc Giang        | Bắc Giang           | 3 895,5       | 1 674 400      | 430                          |
| Bac Kan                                  | Bắc Kạn          | Bắc Kạn             | 4 860         | 323 200        | 67                           |
| Bac Lieu                                 | Bạc Liêu         | Bạc Liêu            | 2 669         | 894 300        | 335                          |
| Bac Ninh                                 | Bắc Ninh         | Bắc Ninh            | 822,7         | 1 215 200      | 1 477                        |
| Ben Tre                                  | Bến Tre          | Bến Tre             | 2 394,7       | 1 266 700      | 529                          |
| Binh Dinh                                | Bình Định        | Quy Nhơn            | 6 066,2       | 1 529 000      | 252                          |
| Binh Phuoc                               | Bình Phước       | Đồng Xoài           | 6 876,8       | 968 900        | 141                          |
| Binh Thuan                               | Bình Thuận       | Phan Thiết          | 7 943,9       | 1 230 400      | 155                          |
| Binh Duong                               | Bình Dương       | Thủ Dầu Một         | 2 694,6       | 2 071 000      | 769                          |
| Ca Mau                                   | Cà Mau           | Cà Mau              | 5 221,2       | 1 226 300      | 235                          |
| Cao Bang                                 | Cao Bằng         | Cao Bằng            | 6 700,3       | 535 400        | 80                           |
| Dak Lak                                  | Dăk Lăk          | Buôn Ma Thuột       | 13 030,5      | 1 896 600      | 146                          |
| Dak Nong                                 | Dăk Nông         | Gia Nghĩa           | 6 509,3       | 625 600        | 96                           |
| Dien Bien                                | Điện Biên        | Điện Biên           | 9 541,3       | 567 000        | 59                           |
| Dong Nai                                 | Đồng Nai         | Biên Hòa            | 5 863,6       | 3 027 300      | 516                          |
| Dong Thap                                | Đồng Tháp        | Cao Lãnh            | 3 383,8       | 1 690 300      | 500                          |
| Gia Lai                                  | Gia Lai          | Pleiku              | 15 511        | 1 437 400      | 93                           |
| Ha Giang                                 | Hà Giang         | Hà Giang            | 7 929,5       | 833 500        | 105                          |
| Ha Nam                                   | Hà Nam           | Phủ Lý              | 861,9         | 805 700        | 935                          |
| Ha Tinh                                  | Hà Tĩnh          | Hà Tĩnh             | 5 990,7       | 1 272 200      | 212                          |
| Hai Duong                                | Hải Dương        | Hải Dương           | 1 668,2       | 1 797 300      | 1 077                        |
| Hau Giang                                | Hậu Giang        | Vị Thanh            | 1 621,7       | 774 600        | 478                          |
| Hoa Binh                                 | Hoà Bình         | Hoà Bình            | 4 590,6       | 838 800        | 183                          |
| Hung Yen                                 | Hưng Yên         | Hưng Yên            | 930,2         | 1 176 300      | 1 265                        |
| Khanh Hoa                                | Khánh Hòa        | Nha Trang           | 5 137,8       | 1 222 200      | 238                          |
| Kien Giang                               | Kiên Giang       | Rạch Giá            | 6 348,8       | 1 792 600      | 282                          |
| Kon Tum                                  | Kon Tum          | Kon Tum             | 9 674,2       | 520 000        | 54                           |
| Lai Chau                                 | Lai Châu         | Lai Châu            | 9 068,8       | 446 100        | 49                           |
| Lam Dong                                 | Lâm Đồng         | Đà Lạt              | 9 783,3       | 1 298 900      | 133                          |
| Lang Son                                 | Lạng Sơn         | Lạng Sơn            | 8 310,1       | 778 400        | 94                           |
| Lao Cai                                  | Lào Cai          | Lào Cai             | 6 364         | 694 400        | 109                          |
| Long An                                  | Long An          | Tân An              | 4 494,9       | 1 496 800      | 333                          |
| Nam Dinh                                 | Nam Định         | Nam Định            | 1 668,5       | 1 853 300      | 1 111                        |
| Nghe An                                  | Nghệ An          | Vinh                | 16 481,6      | 3 131 300      | 190                          |
| Ninh Binh                                | Ninh Bình        | Hoa Lu              | 1 386,8       | 961 900        | 694                          |
| Ninh Thuan                               | Ninh Thuận       | Phan Rang-Tháp Chàm | 3 355,3       | 607 000        | 181                          |
| Phu Tho                                  | Phú Thọ          | Việt Trì            | 3 534,6       | 1 392 900      | 394                          |
| Phu Yen                                  | Phú Yên          | Tuy Hòa             | 5 023,4       | 904 400        | 180                          |
| Quang Binh                               | Quảng Bình       | Dong Hoi            | 8 000         | 882 500        | 110                          |
| Quang Nam                                | Quảng Nam        | Tam Kỳ              | 10 574,7      | 1 493 800      | 141                          |
| Quang Ngai                               | Quảng Ngãi       | Quảng Ngãi          | 5 152,5       | 1 261 600      | 245                          |
| Quang Ninh                               | Quảng Ninh       | Hạ Long             | 6 177,8       | 1 243 600      | 201                          |
| Quang Tri                                | Quảng Trị        | Dong Ha             | 4 621,7       | 627 300        | 136                          |
| Soc Trang                                | Sóc Trăng        | Sóc Trăng           | 3 311,9       | 1 314 300      | 397                          |
| Son La                                   | Sơn La           | Sơn La              | 14 123,5      | 1 228 900      | 87                           |
| Tay Ninh                                 | Tây Ninh         | Tây Ninh            | 4 041,3       | 1 126 200      | 279                          |
| Thai Binh                                | Thái Bình        | Thái Bình           | 1 586,3       | 1 791 500      | 1 129                        |
| Thai Nguyen                              | Thái Nguyên      | Thái Nguyên         | 3 526,6       | 1 255 100      | 356                          |
| Thanh Hoa                                | Thanh Hoá        | Thanh Hoá           | 11 114,7      | 3 544 400      | 319                          |
| Tien Giang                               | Tiền Giang       | Mỹ Tho              | 2 510,6       | 1 751 800      | 698                          |
| Tra Vinh                                 | Trà Vinh         | Trà Vinh            | 2 358,3       | 1 045 600      | 443                          |
| Tuyen Quang                              | Tuyên Quang      | Tuyên Quang         | 5 867,9       | 773 500        | 132                          |
| Vinh Long                                | Vĩnh Long        | Vĩnh Long           | 1 525,7       | 1 050 200      | 688                          |
| Vinh Phuc                                | Vĩnh Phúc        | Vĩnh Yên            | 1 235,2       | 1 079 500      | 874                          |
| Yen Bai                                  | Yên Bái          | Yên Bái             | 6 887,7       | 807 300        | 117                          |
| Danang                                   | Đà Nẵng          | -                   | 1 284,9       | 1 064 100      | 828                          |
| Hanoj                                    | Hà Nội           | -                   | 3 358,6       | 7 420 100      | 2 209                        |
| Ho Či Minovo Město                       | TP.Hồ Chí Minh   | -                   | 2 061,2       | 8 444 600      | 4 097                        |
| Can Tho                                  | Cần Thơ          | -                   | 1 439         | 1 272 800      | 885                          |
| Haiphong                                 | Hải Phòng        | -                   | 1 561,8       | 1 997 700      | 1 279                        |
| Hue                                      | Huế              | -                   | 4 902,5       | 1 154 300      | 235                          |

## Mapy
|  |  |